# Hédard Robichaud
Hédard-Joseph Robichaud PC OC (* 2. November 1911 in Shippagan, New Brunswick; † 16. August 1999) war ein kanadischer Wirtschaftsmanager, Verwaltungsbeamter und Politiker der Liberalen Partei Kanadas, der Abgeordneter des Unterhauses, Mitglied des Senats, Minister und Vizegouverneur von New Brunswick war.

## Leben
Robichaud, Sohn des akadischen Fischhändlers und Unterhausabgeordneten Jean George Robichaud, absolvierte nach dem Schulbesuch ein Studium an der Université Saint-Joseph, das er mit einem Bachelor of Arts (B.A.) abschloss. Ein darauf folgendes postgraduales Studium der Rechtswissenschaften an der Université de Moncton schloss er 1931 mit einem Doktor der Rechte (LL.D.) ab. Danach trat er in den öffentlichen Dienst ein und arbeitete in der Fischereiverwaltung als Fischereiinspektor sowie später als Direktor der Fischereiverwaltung, aber auch als Wirtschaftsmanager.
Am 26. Mai 1952 bewarb sich Robichaud als Kandidat der Liberalen Partei bei einer Nachwahl im Wahlkreis Gloucester erfolglos um ein Mandat im Unterhaus. Bei der darauf folgenden Unterhauswahl vom 10. August 1953 wurde er in diesem Wahlkreis zum Abgeordneten des Unterhauses gewählt und gehörte diesem bis zum 28. Juni 1968 an, nachdem er zuvor auf eine erneute Kandidatur bei der Unterhauswahl am 25. Juni 1968 verzichtet hatte.
Am 22. April 1963 wurde Robichaud von Premierminister Lester Pearson zum Fischereiminister in das 19. Kabinett Kanadas berufen und bekleidete dieses Ministeramt auch in der am 20. April 1968 von Pearsons Nachfolger Pierre Trudeau gebildeten 20. kanadischen Regierung bis zum 5. Juli 1968.
Nach seinem Ausscheiden aus dem Unterhaus wurde er am 28. Juni 1968 auf Vorschlag von Premierminister Trudeau Mitglied des Senats und vertrat in diesem bis zum 8. Oktober 1971 den Senatsbezirk Gloucester. Am 8. Oktober 1971 legte er sein Senatsmandat nieder, nachdem er als Nachfolger von Wallace Samuel Bird Vizegouverneur von New Brunswick wurde. Dieses Amt behielt er bis zum 12. November 1981 und seiner Ablösung durch George Stanley am 23. Dezember 1981. Für seine langjährigen politischen Verdienste wurde Robichaud am 24. Juni 1985 zum Officer des Order of Canada ernannt.
Sein Großcousin ist Fernand Robichaud, der ebenfalls Abgeordneter des Unterhauses war und seit dem 23. September 1997 amtierendes Mitglied des Senats ist.